# Донаёль (сельское поселение)
Донаёль — административно-территориальная единица (административная территория посёлок сельского типа с подчинённой ему территорией) и муниципальное образование (сельское поселение с полным официальным наименованием муниципальное образование сельского поселения «Донаёль») в составе муниципального района Усть-Вымского в Республике Коми Российской Федерации.
Административный центр и единственный населённый пункт — посёлок Донаёль.

## История
Статус и границы административной территории установлены Законом Республики Коми от 6 марта 2006 года № 13-РЗ «Об административно-территориальном устройстве Республики Коми».
Статус и границы сельского поселения установлены Законом Республики Коми от 5 марта 2005 года № 11-РЗ «О территориальной организации местного самоуправления в Республике Коми».

## Население
| 2010 | 2012 | 2013 | 2014 | 2015 | 2016 | 2017 |
| ---- | ---- | ---- | ---- | ---- | ---- | ---- |
| 476  | ↘460 | ↘451 | ↗452 | ↘434 | ↘413 | ↘407 |
| 2018 | 2019 | 2020 | 2021 |      |      |      |
| ↘393 | ↘378 | ↘372 | ↘309 |      |      |      |